# 哈克尔贝格
哈克尔贝格是奥地利布尔根兰州居辛县的一个市镇。总面积3.87平方公里，总人口384人，人口密度99.2人/平方公里（2001年）。